# Campos Neutrais
Campos Neutrais foi a denominação dada, pelo Tratado de Santo Ildefonso (1777), a uma faixa de terra desabitada no Sul do Estado do Rio Grande do Sul cuja posse não seria de nenhuma das partes em conflito. Esta faixa se estendia dos banhados do Taim ao Arroio Chuí e até hoje, embora fazendo parte dos municípios de Santa Vitória do Palmar e Chuí, continua sendo conhecida desta forma.
O Tratado de Santo Ildefonso, celebrado em 1777 entre Espanha e Portugal, com intermediação dos governos da Inglaterra e da França, estabelecia a posse da Colônia do Sacramento para os espanhóis, mas em compensação reconhecia a soberania dos portugueses sobre a margem esquerda do Rio da Prata. Entre estes dois territórios ficariam os Campos Neutrais, onde nenhum dos dois países poderia localizar suas tropas ou fixar acampamentos, evitando-se o confronto direto entre os colonizadores.
Apesar do tratado, com a criação da Capitania de São Pedro do Rio Grande do Sul, foram concedidas sesmarias ao oficiais do exército português dentro dos Campos Neutrais.